# Józef Czekalski (działacz oświatowy)
Józef Czekalski, właśc. Apolinary Antoni Józef Czekalski (ur. 1864 w Tomaszowie Mazowieckim, zm. 15 marca 1906 w Łodzi), polski działacz oświatowy, prawnik, literat i tłumacz.

## Życiorys
Syn Antoniego i Józefy z Puchalskich. Ukończył studia historyczne i prawnicze na Cesarskim Uniwersytecie Warszawskim. W 1893 uzyskał dyplom adwokacki, praktykował jako adwokat w Piotrkowie Trybunalskim. Od 1894 roku był członkiem Ligi Narodowej. Współpracował z uniwersytetem latającym, założonym w Piotrkowie przez Emilię Dobrzańską i Stefana Młodowskiego w 1889 – na tajnym kursach wykładał historię Polski. Na potrzeby słuchaczy zorganizował konspiracyjną biblioteczkę i prowadził ją razem z żoną. Liczebność tego księgozbioru, pochodzącego głównie z darów, nie jest znana.
W 1893 działalność oświatowa uniwersytetu latającego została wykryta przez władze carskie; księgozbiór skonfiskowano, a samego Czekalskiego skreślono z listy adwokatów. 25 sierpnia 1896 Józef Czekalski został aresztowany na granicy zaboru austriackiego i rosyjskiego za przewożenie książek zakazanych przez cenzurę. Osadzony w więzieniu w Piotrkowie, które opuścił w 1897. Pozbawiany prawa do wykonywania zawodu adwokata, w 1898 został zesłany wraz z rodziną do guberni wiatskiej, potem do Besarabii. Powrócił stamtąd w styczniu 1903 i osiedlił się w Łodzi, gdzie został prezesem zarządu Towarzystwa Pożyczkowo-Oszczędnościowego. Wydał zbiorek poezji W kajdanach. W 1890 jako pierwszy przetłumaczył na język polski Księgę dżungli Rudyarda Kiplinga (jako Księga puszczy). Na zesłaniu tłumaczył dzieła autorów rosyjskich, w tym Juliana Apostatę Dmitrija Mereżkowskiego i Nowele Wsiewołoda Garszyna. Zmarł na gruźlicę.
Został pochowany w Piotrkowie Trybunalskim.